# Smalspoortrekker

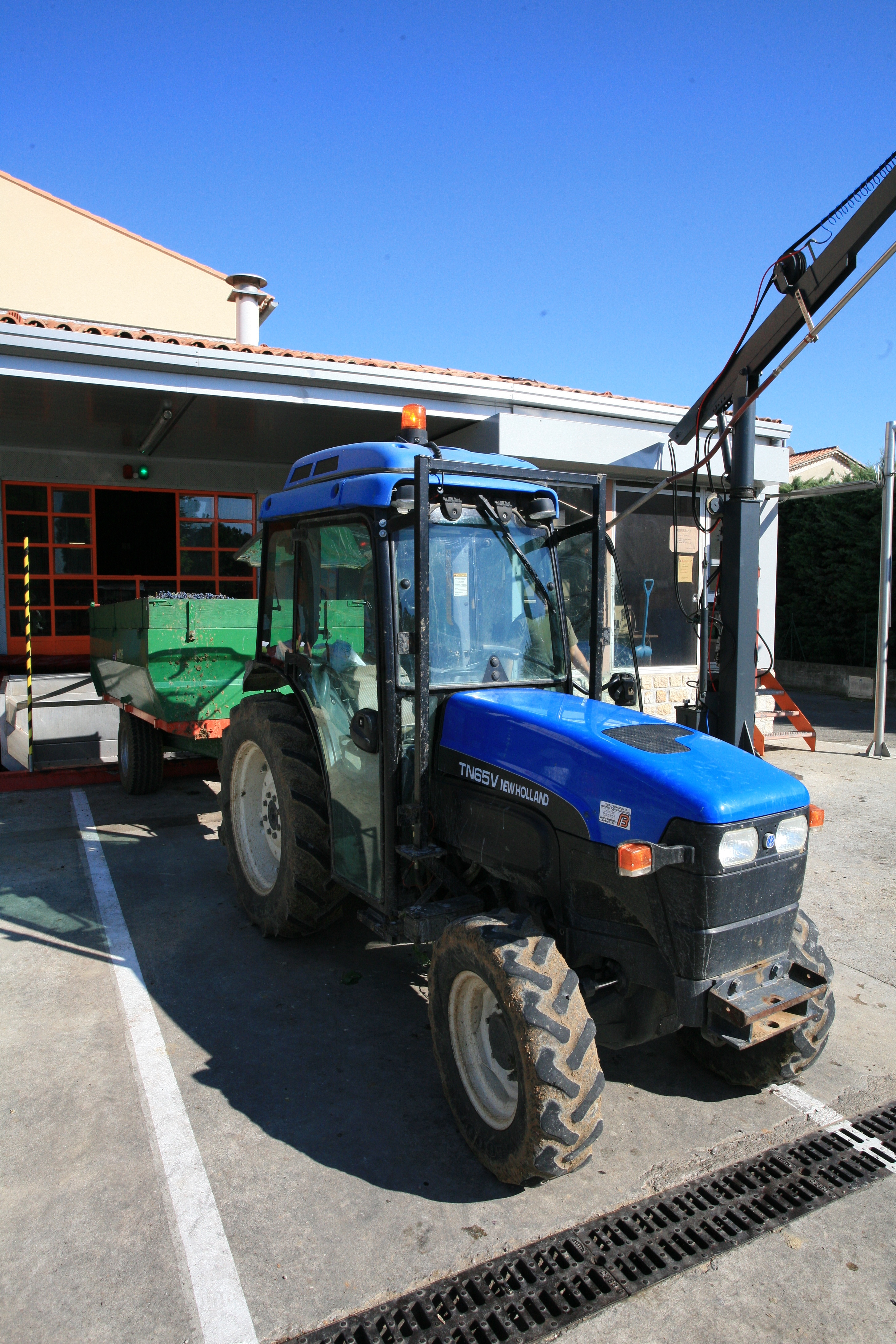
New Holland-smalspoortrekker

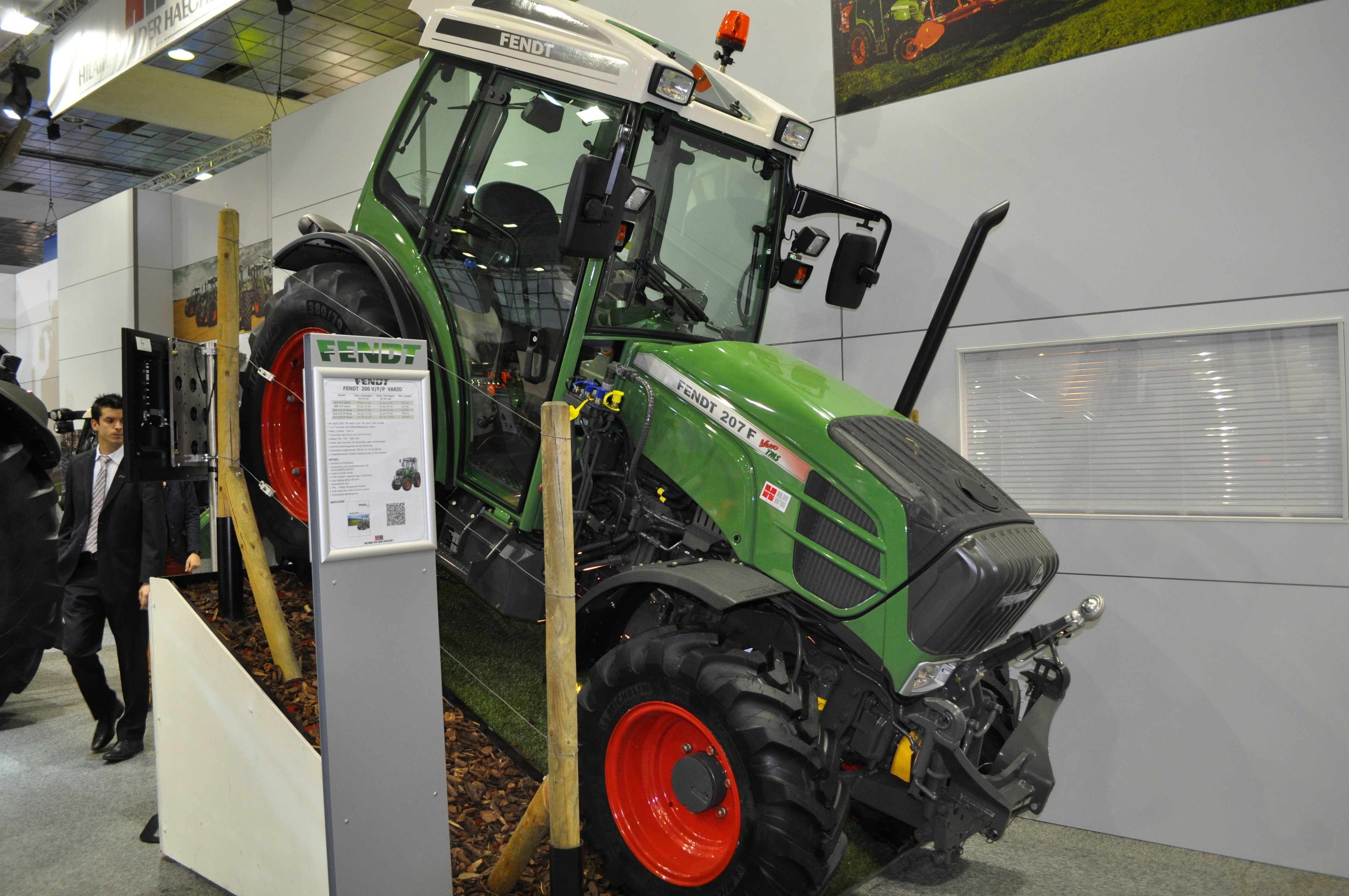
Fendt 207 vario-smalspoortrekker

Een smalspoortrekker is een klein soort tractor die speciaal ontwikkeld is voor de fruitteelt of druiventeelt en niet is ontworpen als landbouwtrekker. Een smalspoortrekker heeft wel een zogenoemde genormaliseerde hefinrichting en een aftakas.
De smalspoortrekker heeft een smallere spoorbreedte (de maximale asbreedte bedraagt 1250 millimeter) waardoor hij geschikt is om tussen de smalle rijen van laagstamboomgaarden of wijngaarden te rijden. Indien een gewone tractor gebruikt zou worden, zouden de bomenrijen verder van elkaar aangeplant moeten worden, wat een opbrengstvermindering tot gevolg heeft.
Binnen de smalspoortrekkers zijn er verschillende varianten. Zo zijn er extra smalle trekkers voor de nieuwe V-haag aanplantingen. In de druiventeelt worden soms ook trekkers op rupsbanden gebruikt om verdichting van de grond tegen te gaan.
De smalspoortrekkers hebben een lager vermogen dan trekkers in de akkerbouw, het varieert tussen de 0 en de 90 pk. Door de beperking van het formaat is het ook nog niet gelukt om smalspoortrekkers met een continu variabele transmissie te maken.
Bij trekkers uit de jaren 50-60 is er bijna geen verschil tussen smalspoortrekkers en akkerbouwtrekkers. Dit kwam doordat de trekkers in het algemeen kleiner waren dan nu. In de fruitteelt worden daarom ook nu nog oldtimers ingeschakeld gedurende de oogst.

## Merken
De markt voor smalspoortrekkers wordt vooral gedomineerd door Japanse producenten als Kubota, Shibaura en Iseki. Maar ook veel Europese merken als Fendt, Massey Ferguson, Landini en New Holland produceren smalspoortrekkers.
Sinds enkele jaren is er nu wel een continue variabele transmissie op de markt voor smalspoortrekkers. Fendt is erin geslaagd om de Vario-transmissie toe te passen op een smalspoortrekker en produceert nu smalspoortrekkers met vermogens tussen 51kW/70pk en 81kW/110pk. De spoorbreedten variëren van 777 millimeter tot 1288 millimeter.